# 윤상의 이밤을 사랑해
《윤상의 이밤을 사랑해》는 1998년에 방송되었던 ITV 경인방송의 음악 프로그램이다.